# إيزاو ماسودا
إيزاو ماسودا (باليابانية: 増田勲) هو سباح ياباني، ولد في 25 أكتوبر 1937 في طوكيو في اليابان.

## وصلات خارجية
- إيزاو ماسودا على موقع الاتحاد الدولي للسباحة (الإنجليزية)
- إيزاو ماسودا على موقع أوليمبيديا (الإنجليزية)